# David Azulai
Pour les articles homonymes, voir Azoulay.
David Azulai (hébreu : דוד אזולאי), né le 5 mai 1954 au Maroc et mort le 30 octobre 2018, est un homme politique israélien. Membre du parti ultra-orthodoxe Shas, il a notamment été député à la Knesset et ministre des Affaires religieuses.

## Biographie
David Azulai est né à Meknès au Maroc. Il émigre en Israël en 1963.
De 1973 à 1993, il travaille comme enseignant. Simultanément, de 1978 à 1993, il est membre du conseil municipal d'Acre (Israël) et participe aux comités de la municipalité. En 1993, il est élu au Conseil régional de Nahal Iron, comme adjoint au maire puis comme maire. Il démissionne à la suite de son élection à la Knesset en 1996.
À partir de son élection, il devient président du Comité des affaires et de l'environnement interne (2000-2001) puis sous-ministre de l'Intérieur (2001-2003). A ce dernier poste, il prend la tête d'une commission sur le statut des Beta Israel. De 2015 à son décès, il est ministre des Affaires religieuses du gouvernement Netanyahou.